# The Nagus
"The Nagus" és l'onzè episodi de la sèrie de televisió de ciència-ficció estatunidenca Star Trek: Deep Space Nine, emès durant la primera temporada. Originalment es va emetre en redifusió a partir del 22 de març de 1993. L'episodi va ser dirigit per David Livingston.
Ambientada al segle XXIV, la sèrie segueix les aventures a Espai Profund 9, una estació espacial situada prop d'un forat de cuc estable entre els Quadrants Alfa i Gamma de la Via Làctia, prop del planeta Bajor, mentre els bajorans es recuperen d'una brutal ocupació de dècades pels imperialistes cardassians. Aquest és el primer de diversos episodis de la sèrie centrats en la política dels ferengi, una raça alienígena que es distingeix per la seva èmfasi en l'obtenció de beneficis com a objectiu màxim. En aquest episodi, el Gran Nagus Zek, el líder del poble ferengi, nomena el cambrer Quark de "Deep Space Nine" com el seu successor; mentrestant, Benjamin Sisko, el comandant de l'estació humana, està preocupat per l'amistat del seu fill Jake amb el nebot de Quark Nog, un conegut busca-raons.

## Argument
Zek, el Gran Nagus de l'Aliança Ferengi, arriba a "Deep Space Nine" i sembla interessar-se en Quark. Li diu que vol utilitzar el bar de Quark per a una conferència, on anuncia que Quark serà el seu successor. Aleshores, el Nagus mor, cosa que aparentment fa que el nomenament de Quark sigui permanent.
A Quark li costa adaptar-se a la seva nova posició, però es fa popular entre els emprenedors ferengi regalant-li oportunitats de negoci lucratives. El fill de Zek, Krax, i el germà de Quark, Rom intenten matar Quark i són aturats per Zek, que apareix davant d'ells encara viu. El nomenament de Quark era una prova per veure com respondria el seu fill en la seva absència, i com diu Zek: "Has fracassat! Miserablement!". Quark felicita Rom per tenir els "lòbuls" per intentar matar-lo.
Mentrestant, el comandant Sisko intenta fer front a l'amistat entre el seu fill Jake i el fill de Rom, Nog. El seu problema sembla que es resol quan Rom ordena a Nog que no vagi a l'escola; tanmateix, Jake i Nog comencen a passar encara més temps junts. Jake només li dirà a Sisko que el que fan és "privat". Al final, Sisko descobreix que no té res de què preocupar-se quan troba Jake ensenyant a Nog a llegir.

## Artistes convidats
- Max Grodénchik com a Rom
- Aron Eisenberg com a Nog
- Wallace Shawn com a Grand Nagus Zek
- Tiny Ron com a Maihar'du
- Lee Arenberg com a Gral
- Lou Wagner com a Krax
- Barry Gordon com a Nava

## Producció

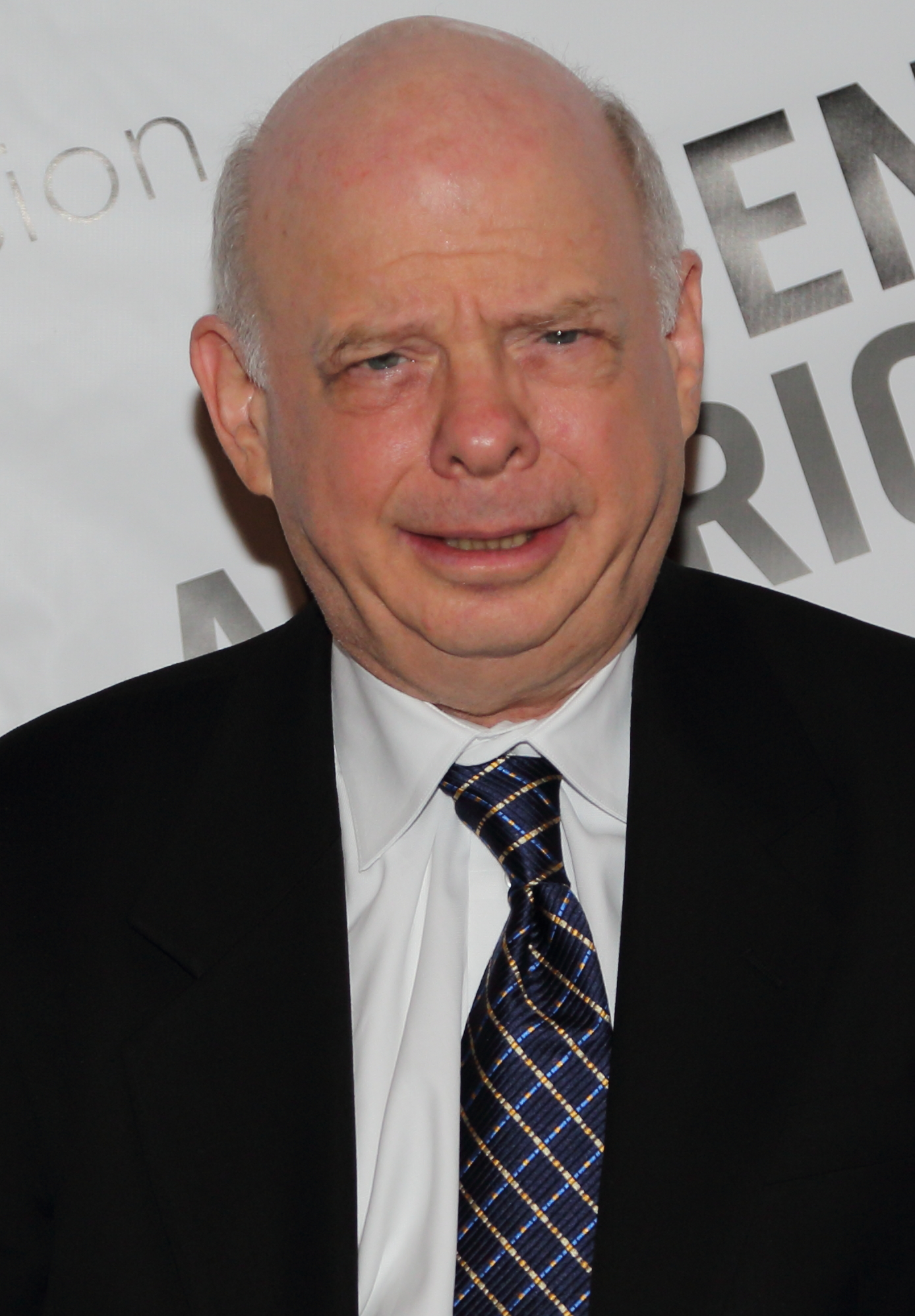
Aquest episodi presenta Wallace Shawn com el líder ferengi Gran Nagus Zek. És la primera de set aparicions del personatge.

El concepte inicial de la història va sorgir del director David Livingston, qui va proposar la idea de Quark com a empresari i una història secundària sobre Jake ensenyant a Nog a llegir. Els guionistes van tenir dificultats per desenvolupar la part empresarial de la història i Michael Piller va suggerir: "Bé, fem El Padrí"; la idea es va quedar encallada i Ira Behr va escriure la trama televisiva. Livingston estava encantat amb el guió final i va reconèixer que el nom Zek era la seva única contribució a la trama principal inspirada en "El Padrí". La idea de les "Regles d'adquisició" va sorgir de Behr.
L'episodi inclou una presa d'homenatge molt deliberada a El Padrí. Poc després que Quark sigui "fet" Gran Nagus, la presa de l'escena següent és una una còpia gairebé exacta de l'inici de la pel·lícula, amb un client que ve a demanar-li un favor. Quark fins i tot està reclinat en una cadira, igual que Marlon Brando com a Don Vito Corleone, i acaricia una criatura alienígena de la mateixa manera que Don sostenia el seu gat. En la seva següent línia també va parafrasejar Brando: "I ara em dius [Nagus]...".
El director de càsting Ron Surma va descobrir que Wallace Shawn estava interessat en fer un episodi de Star Trek i el guionista Ira Behr va dir: "Trobem alguna cosa que possiblement es pugui repetir, i si li agrada...".
Shawn va descriure el procés de maquillatge com a "una mica inquietant, incòmode i esgotador". Va trigar tres hores a maquillar-se i una hora a treure'l, i el portaria durant almenys dotze hores. Tot i que el procés va ser ardu, i no hauria volgut fer-ho més d'una vegada a l'any, va agrair els resultats. "Estar en aquell món i estar amb aquest maquillatge realment em va alliberar d'una manera que mai havia experimentat abans, ni des de llavors. Em vaig sentir completament lliure, així que va ser una experiència alegre." Un executiu anònim va visitar el plató i va criticar l'actuació de Shawn, dient-li: "Entens, aquest és un programa seriós? Star Trek no és una comèdia". Shawn no era un expert en la sèrie, mai havia tingut un televisor, i va esmentar la conversa al director David Livingston, qui va tranquil·litzar a Shawn dient-li que li encantava el que feia i que ho continués fent.

## Recepció
Zach Handlen de The A.V. Club, va lamentar el fet que, en la seva opinió, els ferengi són "essencialment un estereotip cultural horrible i que proporciona una plataforma molt limitada sobre la qual basar una història". La va qualificar de història intel·ligent sobre els límits del poder, va elogiar el repartiment de Shawn i el treball de personatges de Shimerman. "Sense Shimerman, això hauria estat intolerable. Amb ell, sorprenentment no és dolent. Tot i això, encara no és bo." Handlen va dir que la subtrama amb Jake i Nog va ser la part més reeixida de la història. "És una història senzilla, i efectivament troba el millor de dos personatges que ens han donat motius per dubtar."
Keith DeCandido de Tor.com va qualificar l'episodi amb sis sobre deu i el va qualificar de "un petit episodi encantador que marca la pauta per a futurs contes ferengi". Va elogiar el repartiment de Wallace Shawn, l'actuació de Shimerman, el divertit riff del "Padrí", però va concloure que és la història de sèrie B amb Jake i Nog el que dóna cor a l'episodi.
El 2018, CBR va classificar Grand Nagus Zek, el personatge presentat en aquest episodi, com el 13è millor personatge recurrent de tots els "Star Trek".

## Llançaments
Es va publicar en DVD com a part de la caixa de la primera temporada el 3 de juny de 2003.
Aquest episodi es va tornar a publicar el 2017 en DVD amb la caixa "Star Trek: Deep Space Nine: The Complete Series", que tenia 48 discs òptics amb els 176 episodis de la sèrie i característiques addicionals.

### Obres citades
- Erdmann, Terry J.; Block, Paula M. Deep Space Nine Companion.  Simon and Schuster, 2000, p. 39–40. ISBN 978-0671501068.